# Epiplema azela
Epiplema azela är en fjärilsart som beskrevs av Butler 1876. Epiplema azela ingår i släktet Epiplema och familjen Uraniidae. Inga underarter finns listade i Catalogue of Life.